# Grotte de Glamouse

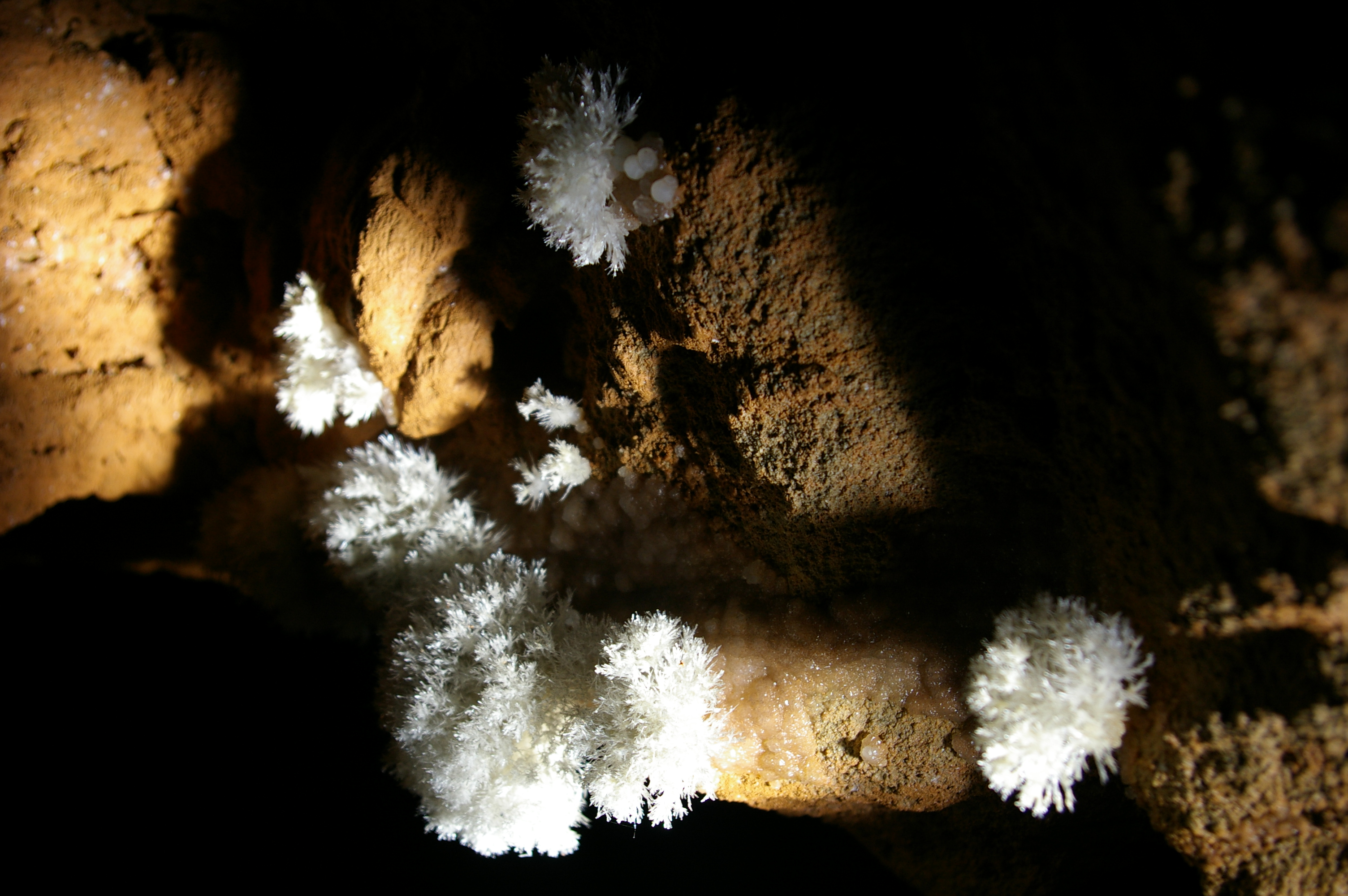
Aragoniet

Grotte de Clamouse is een druipsteengrot dicht bij Saint-Guilhem-le-Désert in het departement Hérault in Frankrijk.
De grot werd in 1945 ontdekt en is bijna het hele jaar te bezoeken.
De grot beschikt over een grote hoeveelheid fijne kristallisaties van aragoniet en calciet.
De grot bestaat uit stalagmieten, stalactieten, zuilen, schijven en draperieën van calciumcarbonaat.
Er zijn diverse zalen zoals:
- Salle Gabriel Vila ook wel Salle du Sable (Zaal van het zand) genoemd met aquaria met waterdieren.
- Coulour Blanc (witte gang)
- Salle des excentriques
- Salle du Porche

Zie ook:
- Lijst van grotten in Frankrijk